# ホレーシオ・グリーノウ
ホレーシオ・グリーノウ（Horatio Greenough、1805年9月6日 - 1852年12月18日）はアメリカ合衆国の彫刻家である。1853年から1950年代までアメリカ合衆国議会議事堂の東正面に置かれてたアメリカ先住民と開拓民の闘争を題材にした「レスキュー」やジョージ・ワシントン像などを制作した。

## 略歴
ボストンの教育熱心な不動産取引業の家族に生まれた。弟のリチャード・グリーノウ(Richard Saltonstall Greenough: 1819-1904)も彫刻家になった。早くから美術に興味を持ち、12歳の時には石膏像を制作し、彫塑や彫金も学んだ。1821年から1825年の間、ハーバード大学で学んだ。同時に画家のワシントン・オールストン(1779-1843)といったボストンの芸術家たちと交流した。
1925年にはイタリアに留学し、同時期にローマに留学した画家のロバート・ウォルター・ウィアーとも知り合い、ローマの古代の彫刻や、ルネッサンス期の巨匠の作品を学び、ローマで活動していたデンマークの新古典主義の彫刻家ベルテル・トルバルセンとも知り合った。フィレンツェにスタジオを開き、ローマでマラリアに罹り、回復後の1827年から1828年にかけてや、1842年を除いて、フィレンチェで作品を制作した。
1951年にアメリカ合衆国議会議事堂に設置する「レスキュー」の設置の監督のためにアメリカに戻った後に、熱病に罹り、翌年ボストンで47歳で亡くなった。「レスキュー]の像は1853年から1958年まで、議会議事堂に設置されていたが、先住民の襲撃から家族を守る開拓民という題材は、時代にそぐわないものとなり、議事堂から撤去された。1976年には保管場所での移動作業で損傷を受けた。
息子のホレーシオ・サルトンストール・グリーノウ(1845-1916)は生物学者となり、実体顕微鏡(stereo microscope)の発明をしたことで知られている。

## 作品

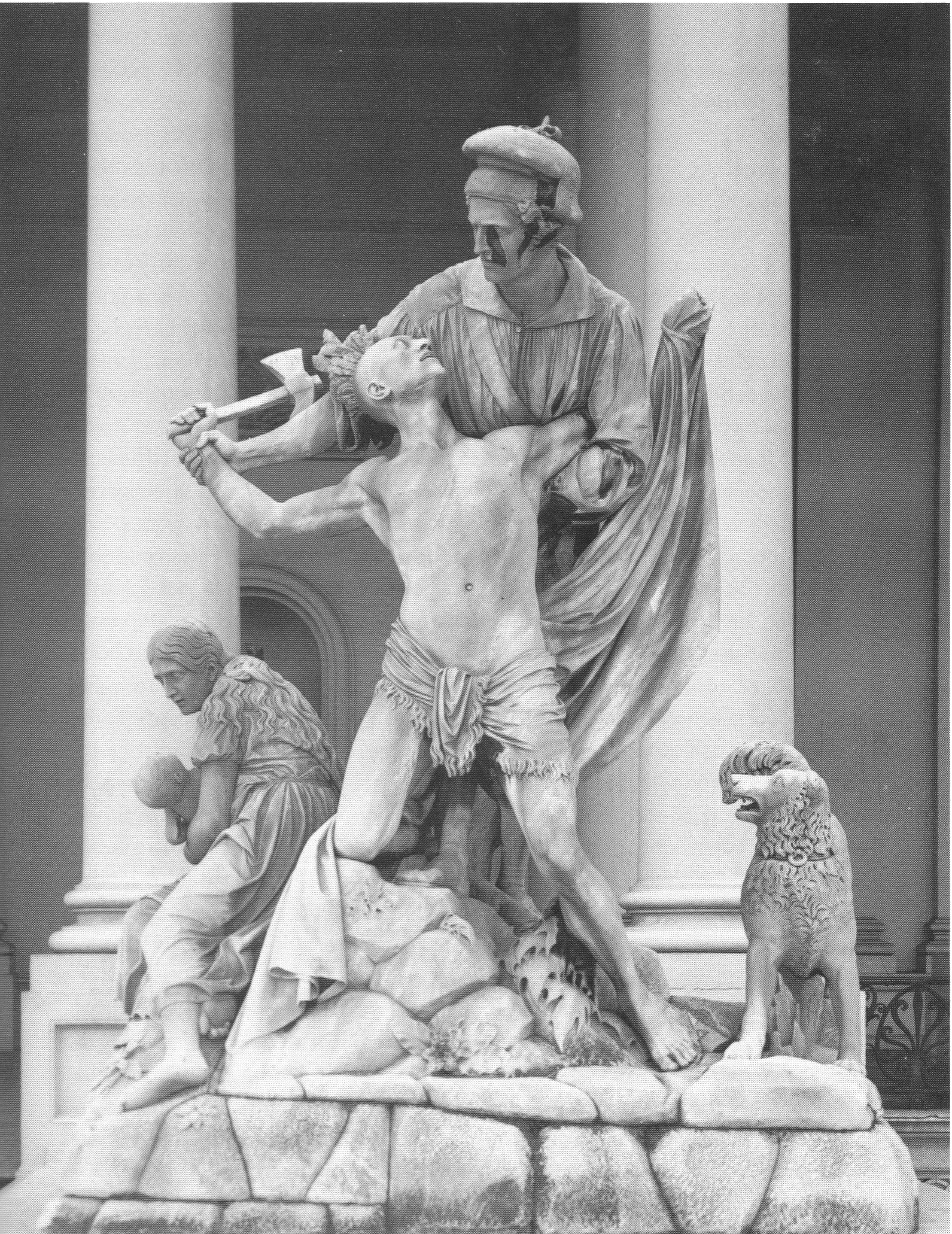
「レスキュー」
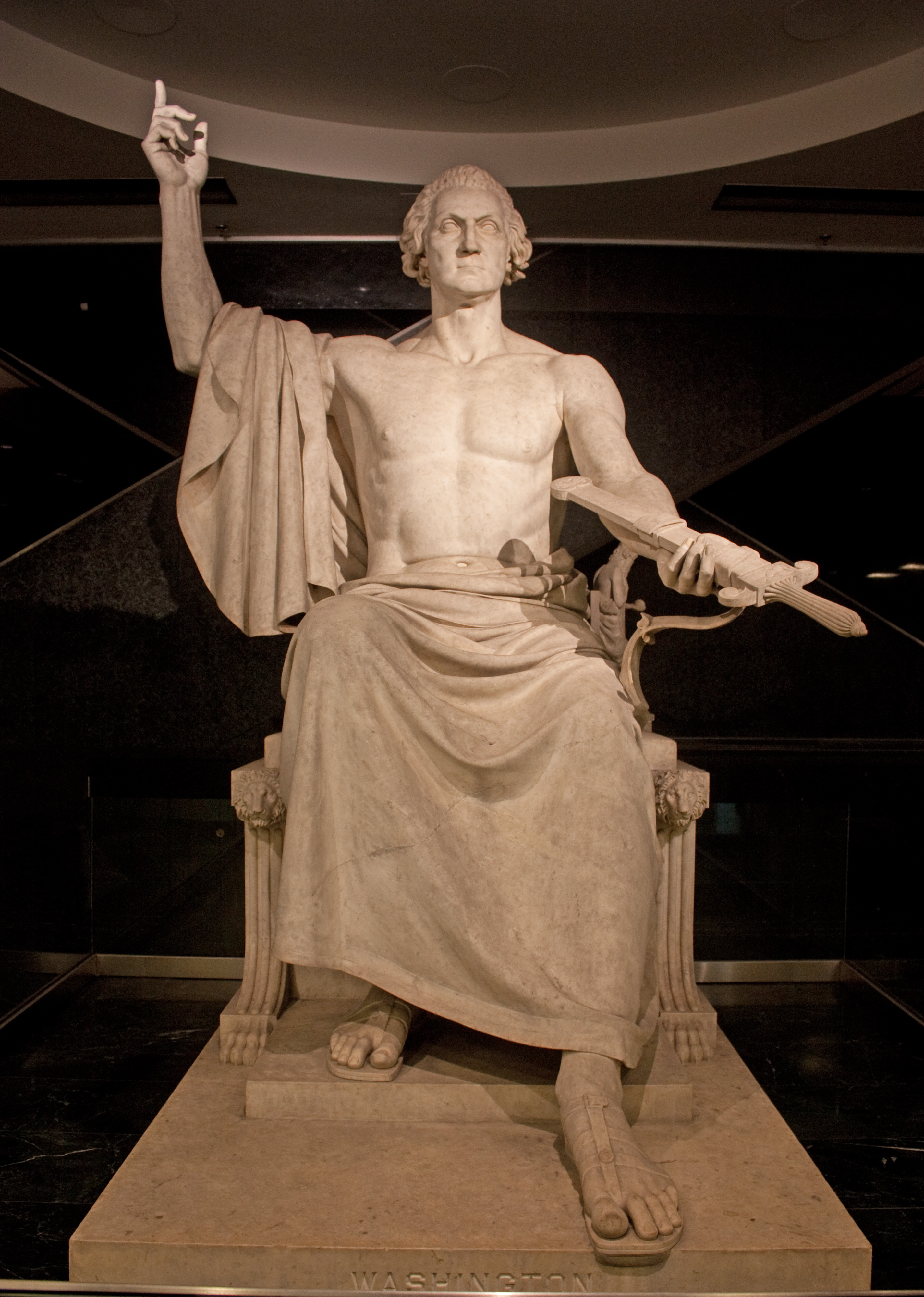
ジョージ・ワシントン像 国立アメリカ歴史博物館
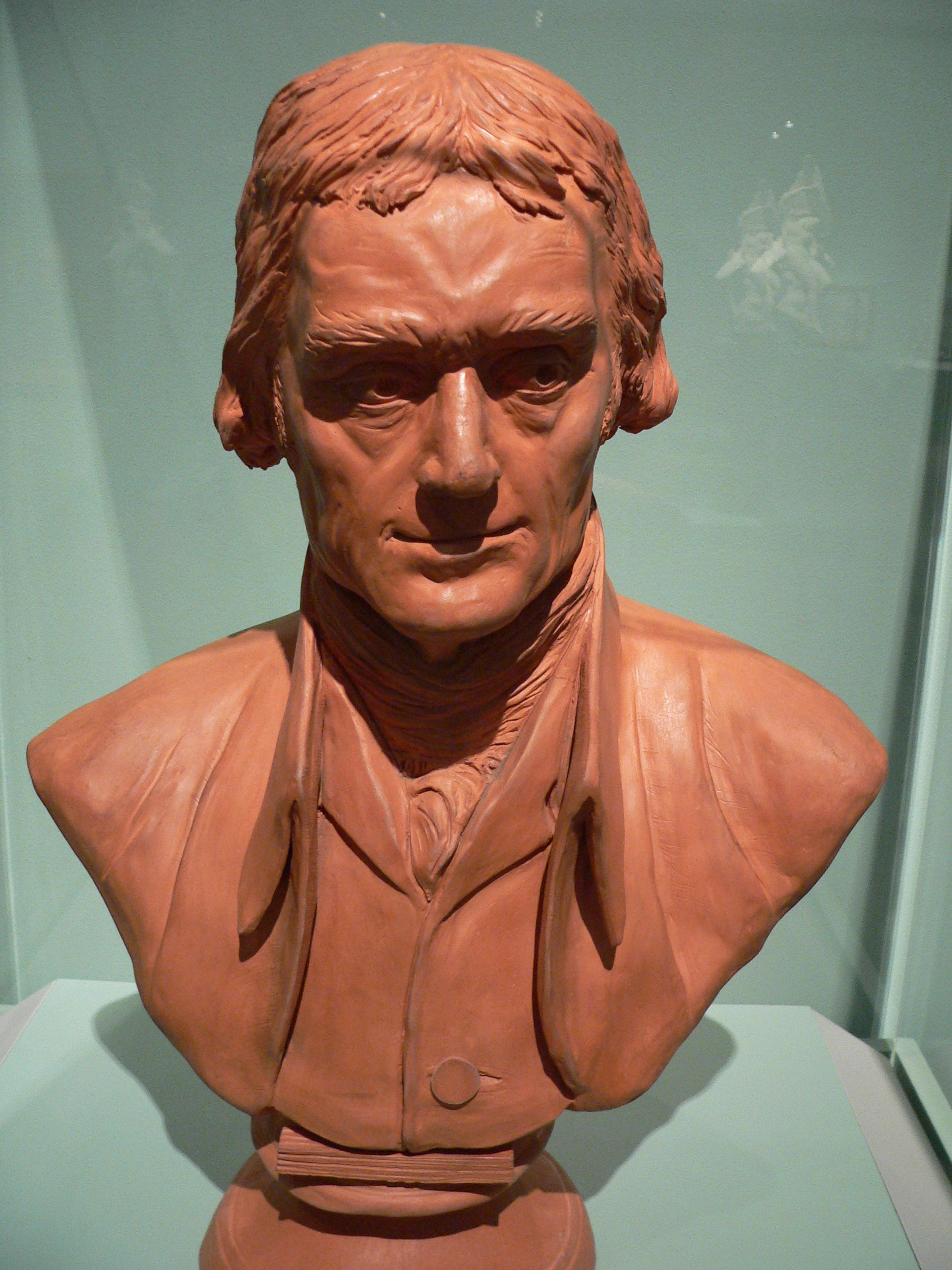
トーマス・ジェファーソン胸像
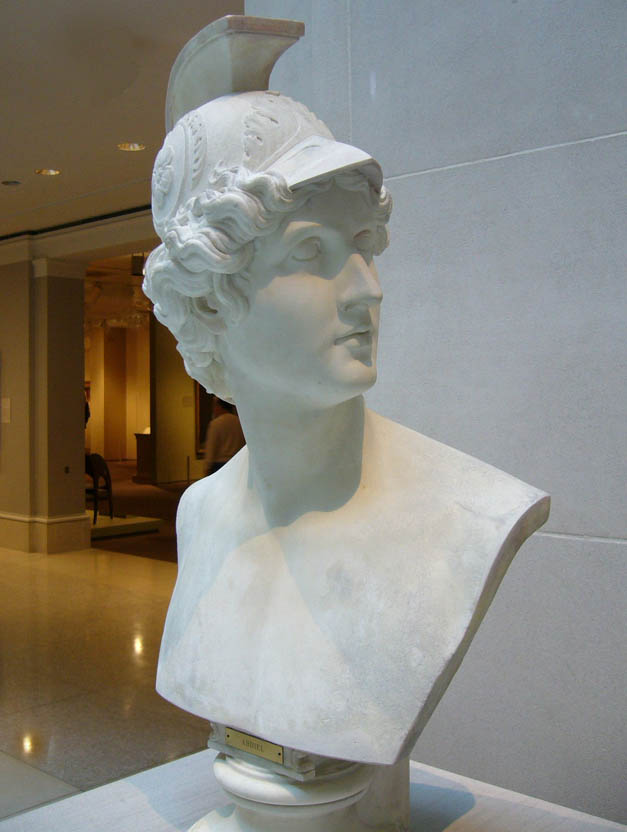